# 韦克菲尔德西路站
韦克菲尔德西路車站（英語：Wakefield Westgate railway station）是位於英國韦克菲尔德的鐵路車站，於1867年在唐卡斯特至利茲線上啟用。並提供列車服務至利茲、唐卡斯特和倫敦國王十字車站。縱貫鐵路火車則開往紐卡斯爾、愛丁堡、伯明翰和英格蘭西南部。東米德蘭列車還提供經謝菲爾德、德比和萊斯特至倫敦聖潘克拉斯的有限服務。它位於西約克郡都會交通網絡（West Yorkshire Metro）的韦克菲尔德線上，該線連接了東海岸主線，並於1989年實現電氣化。